# Tennis in carrozzina
Il tennis in carrozzina è una disciplina con parecchie analogie rispetto al tennis convenzionale; è molto simile infatti dal punto di vista regolamentare, ma anche a livello tecnico e tattico. 
Il “Wheelchair Tennis” sta vivendo un periodo di grande evoluzione; la sua scoperta risale agli anni Settanta del Novecento, momento dal quale ha iniziato a riscuotere un successo a livello mondiale sempre maggiore con il passare del tempo.
Nel tennis in carrozzina la palla può rimbalzare due volte prima di essere colpita. La categoria “Open” prevede la divisione tra i tornei maschili e quelli femminili, mentre nella categoria “Quad” uomini e donne gareggiano nella stessa competizione. Sono previsti tornei di singolare e tornei di doppio. Un giocatore disabile può competere contro giocatori normodotati, in questo caso il giocatore in carrozzina può usufruire della regola del doppio rimbalzo.

## Storia

### Le origini
Nel 1976 il diciottenne Brad Parks durante una gara di sci acrobatico ebbe un incidente che lo rese paraplegico. Durante il periodo di riabilitazione conobbe Jeff Minnebraker, atleta disabile, che si era costruito una carrozzina speciale per poter giocare a tennis. I due atleti, rendendosi conto della fattibilità, per mezzo di alcuni adattamenti, della pratica del tennis in carrozzina decisero di impegnarsi in questo nuovo progetto.
Nel 1977 Brad e Jeff iniziarono a promuovere il tennis in carrozzina in tutta la costa occidentale degli USA; proprio in questo periodo a Los Angeles venne organizzato il primo torneo di tennis in sedia a rotelle. 
La diffusione di questo sport continuò con un successo tale che nel 1980 Parks e David Saltz (manager della federazione americana tennis) fondarono una nuova federazione che iniziò ad occuparsi esclusivamente del tennis in carrozzina: la NFWT (National Foundation Wheelchair Tennis).
Dato il numero crescente dei praticanti nel 1981 venne istituita la WTPA (Wheelchair Tennis Players Associations) con l’obiettivo di creare un circuito di tornei e di promuovere questa disciplina in tutto il mondo.

### L'arrivo in Europa
Nel 1981 Jean-Pierre Limborg fu il primo atleta europeo a partecipare ad un torneo di tennis in carrozzina negli Stati Uniti; al suo ritorno a Parigi, rimasto affascinato da questa nuova disciplina decise di iniziare a promuoverla in tutta Europa insieme al suo ex insegnante di tennis Pierre Fusade.
La Francia diventa così il primo Paese europeo in cui si diffonde questo sport e nel 1983 venne organizzato il primo torneo internazionale di tennis in carrozzina a Parigi (Open d’Antony).

### Dal 1985 in poi
Nel 1985 oltre 1500 tennisti in carrozzina parteciparono agli eventi organizzati negli Stati Uniti (circa 40 tornei). Con questo aumento, dovuto anche ad un nuovo sponsor: Everest & Jennings, principale produttore di carrozzine per il tennis nel mondo del movimento, vengono istituite classificazioni specifiche per i giocatori, in base al sesso, all’età ed al loro grado di disabilità e viene creata la Coppa del Mondo a squadre. Nel 1988 il tennis in carrozzina, ormai diffuso in tutto il mondo, entra a far parte della International Tennis Federation, con una sezione specifica “Wheelchair” (IWTF).
Nel 1992 il tennis in carrozzina diventa uno degli sport presenti nei Giochi Paralimpici a Barcellona e dal 2007 tutti i tornei del Grand Slam (ovvero i 4 tornei di tennis più importanti nel mondo) si impegnano nell’organizzazione del relativo torneo di tennis in carrozzina. 
L’ITF organizza oltre 150 tornei sparsi per il mondo ogni anno che compongono il NEC Wheelchair Tennis Tour, il cui montepremi totale annuale è di circa un milione di dollari.
I tornei sono classificati, in base a dei criteri oggettivi, dall’ITF e si suddividono in sei categorie: Grande Slam, Super Series, ITF1, ITF2, ITF3 e Futures.
Inoltre, viene organizzato al termine di ogni stagione il NEC Wheelchair Tennis Masters nel quale si sfidano i migliori otto giocatori in singolare e le otto migliori coppie in doppio della classifica mondiale per ogni categoria.
Il numero uno in classifica per la categoria “Open” tra gli uomini è il giapponese Shingo Kunieda, nel femminile invece primeggia l’olandese Diede De Groot; per quanto riguarda la categoria “Quad” in vetta alla classifica vi è l’australiano Dylan Alcott.

### La situazione italiana
Il tennis in carrozzina in Italia è arrivato solo nel 1987 quando un gruppo di ragazzi paraplegici che praticavano tennis tavolo entrarono in contatto con un italiano emigrato in Svizzera, il quale fece loro scoprire questo nuovo sport non ancora praticato nella Penisola.
Continuarono a praticarlo ed iniziarono un’attività di promozione del tennis in carrozzina in Italia che portò ad una notevole diffusione di questa disciplina negli anni successivi.
Oltre che per la qualità dei suoi atleti, l'Italia si distingue nell'organizzazione di alcuni eventi a livello mondiale. Vengono infatti organizzati una dozzina di tornei internazionali di tennis in carrozzina. 
Il tennis in carrozzina è uno degli sport in più sensibile espansione, sia per la spettacolarità del gioco che per il numero di praticanti, sul quale il Comitato Paralimpico investe molto, così come la Federazione Italiana Tennis (FIT).
La Federazione Italiana Tennis istituisce, inoltre, un corso di formazione specifico per poter ottenere la qualifica di Istruttore di Tennis in Carrozzina; si tratta di un titolo professionale con alto grado di specializzazione rilasciato tramite l' "Istituto Superiore di Formazione Roberto Lombardi" agli Istruttori di tennis che abilita all’insegnamento di questa disciplina sportiva.

## Classificazioni
Nei tornei di tennis in carrozzina possono competere atleti che presentano un handicap, che può essere sensoriale (disfunzione parziale o totale degli organi di senso: vista e/o udito), mentale (sindromi dovute a cause multiple che hanno agito nel periodo evolutivo che hanno portato ad una condizione di interrotto ed incompleto sviluppo psichico, caratterizzato soprattutto da compromissione delle abilità cognitive-linguistiche, motorie e sociali; ad esempio sindrome di Down e autismo) oppure fisico (paralisi midollare, amputazioni e paralisi cerebrale).
L’Organizzazione Mondiale della Sanità (OMS) nel 1980 pubblicò la “Classificazione Internazionale delle Menomazioni, delle Disabilità e degli Svantaggi Esistenziali”, nella quale definì l’handicap come una condizione di svantaggio, conseguente ad una menomazione o ad una disabilità, che limita o impedisce l’adempimento di un ruolo normale in relazione ad età, sesso e fattori socioculturali.
Esistono pertanto delle regole che vengono adottate dall’ITF (le cui linee guida vengono fornite dall’IPC, ossia l'International Paralympic Committee, organo di governo mondiale del Movimento Paralimpico) che stabiliscono delle classificazioni per determinare quali atleti possono partecipare al tennis in carrozzina ed eventualmente in quale categoria questi debbano competere. Queste classificazioni hanno lo scopo di permettere ad ogni giocatore di gareggiare con persone con un handicap che sia di entità simile al loro, per fare in modo che a determinare un successo sul campo sia l’abilità sportiva e non l’importanza di una menomazione.
Nel tennis, a differenza di quasi tutti gli altri sport per disabili, dove le suddivisioni sono numerose, si distinguono solo due categorie; questa caratteristica comporta alcuni vantaggi, come la notevole somiglianza con il tennis per normodotati ed un numero elevato di giocatori per categoria, ma anche alcuni limiti, dato che talvolta inevitabilmente i giocatori presentano capacità fisiche differenti.
Pertanto, l’ammissione in una categoria piuttosto che nell’altra dipende dalla misura in cui un danno influisce sulla capacità dell’atleta di eseguire le attività fondamentali, ossia i compiti specifici del tennis in carrozzina. 
Le due categorie sono:

### Open
La categoria Open prevede la disputa di tornei separati tra uomini e donne. Sono ammessi a gareggiare coloro che posseggono una disabilità agli arti inferiori (paraplegia) secondo i criteri richiesti dai regolamenti dell'ITF e del Comitato Olimpico.

### Quad
Sono di solito ammessi alla categoria Quad coloro che oltre a possedere una disabilità agli arti inferiori ne posseggano anche a uno o a entrambi gli arti superiori (tetraplegia, detta anche quadriplegia). Nei tornei non c'è la divisione tra uomini e donne, che possono quindi gareggiare insieme. I criteri speciali che determinano l'appartenenza a questa categoria sono:

1. Avere una disabilità permanente che provochi una sostanziale perdita delle funzioni in uno o entrambi gli arti superiori e alteri la normale propulsione manuale della carrozzina nonché altre abilità specifiche in ambito tennistico, limitando le prestazioni. In particolare il/la tennista Quad deve avere una delle seguenti menomazioni:
- un deficit neurologico a livello C8 o prossimale, associato alla perdita della funzione motoria;
- amputazione dell'arto superiore;
- focomelia degli arti superiori;
- miopatia degli arti superiori o distrofia muscolare;
- disabilità funzionali in uno o entrambi gli arti superiori equivalenti ai 4 punti precedenti;

2. Avere almeno una delle quattro seguenti disabilità riguardanti l'uso degli arti superiori, con o senza limitazione dei movimenti del tronco:
- funzione motoria ridotta per l'esecuzione del normale servizio con la pallina colpita sopra la testa;
- funzione motoria ridotta per l'esecuzione del diritto e del rovescio;
- funzione motoria ridotta per la manovra manuale della carrozzina;
- incapacità di afferrare la racchetta che renda necessario fissarla alla mano con nastro adesivo e/o altro supporto.

Per essere ammesso ai tornei Quad, un giocatore che abbia una buona padronanza del tronco deve avere un maggior livello di disabilità negli arti superiori rispetto a chi ha poco o nessun controllo del tronco.
3. Avere un minimo di tre arti colpiti da disabilità permanente.

4. Avere un livello totale di disabilità che rientri nei parametri presenti nelle tabelle predisposte dall'ITF.

## Regolamento
Le regole del tennis in carrozzina sono le medesime del tennis per normodotati. 
Infatti, le misure del campo, gli attrezzi utilizzati (racchette e palline) e il punteggio non variano.
L’unica norma differente, introdotta già dal principio per rendere questo sport realistico e meno frammentato, è la regola del doppio rimbalzo: il giocatore in carrozzina può far fare due rimbalzi alla palla, quindi il giocatore deve ribattere la palla prima che rimbalzi per la terza volta. Il secondo rimbalzo può avvenire sia all’interno sia all’esterno delle linee delimitanti il campo. 
Nel 1999 l’I.T.F. ha inserito il “doppio rimbalzo” nel regolamento generale del tennis, permettendo quindi la possibilità che un giocatore in sedia a rotelle possa competere con un giocatore normodotato. Se un giocatore in carrozzina gioca contro un giocatore normodotato, si applicano le regole di tennis in carrozzina per il giocatore in carrozzina, mentre si applicano le regole di tennis per il giocatore normodotato. In questo caso, al giocatore in carrozzina sono concessi due rimbalzi, mentre al giocatore normodotato è concesso un solo rimbalzo. 
Nel regolamento dell’I.T.F. sono presenti inoltre alcune deroghe riguardanti il tennis in carrozzina.
La carrozzina è considerata come parte del corpo del giocatore e tutte le regole che riguardano il corpo del giocatore si applicano anche alla carrozzina (ad esempio l’impossibilità da parte del giocatore di toccare la palla con il proprio corpo, o qualunque cosa egli indossi o porti, eccetto la racchetta, durante il punto).
Se un giocatore ha l’impossibilità fisica di eseguire la battuta con metodi ordinari, lo stesso giocatore o un’altra persona può lanciare per lui la palla e farla rimbalzare prima che sia colpita, mantenendo lo stesso metodo di battuta per tutto l’incontro.

## Carrozzina sportiva
La carrozzina sportiva utilizzata per giocare a tennis è specifica, non solo per lo sport, ma è anche adattata alle esigenze fisiche di ogni atleta.
La carrozzina usata nelle competizioni in cui si applicano le regole del tennis in carrozzina deve avere caratteristiche ben precise e non è consentito fare cambiamenti alla carrozzina che diano al giocatore un vantaggio meccanico, come leve, ingranaggi, volanti, freni od altri apparati che possano assistere il funzionamento della carrozzina stessa.
L’appoggio dei piedi per terra non è consentito e le natiche del giocatore devono rimanere in contatto con la seduta durante il gioco del punto. 
Possono essere fatte richieste per modificazioni alla carrozzina per legittime ragioni mediche, infatti i giocatori che rispondono a determinati requisiti possono usare una carrozzina dotata di motore elettrico che non superi la velocità di 15 km/h.

## Tecnica e fondamentali

### Impugnatura e movimento
Nel tennis in carrozzina si utilizza solitamente un’unica impugnatura a causa della difficoltà nel maneggiare la racchetta per il cambio di impugnatura (la mano opposta come sostegno, essendo questa già impegnata nella spinta della carrozzina). L’impugnatura unica è sicuramente la sola opzione invece per i giocatori della categoria quad con problematiche muscolari che ostacolano la presa della racchetta, i quali fissano il manico di quest’ultima alla mano con un nastro adesivo.
L’impugnatura più utilizzata dai tennisti in carrozzina è la western di diritto, che aiuta nell’eseguire colpi con effetto top spin, che hanno una traiettoria a salire, necessità data dal fatto che la rete per chi è seduto su una carrozzina è un ostacolo particolarmente alto, rispetto a come viene percepito da coloro che giocano a tennis da in piedi.
Nel tennis in carrozzina la fase del movimento di preparazione è ridotta, perché il tempo disponibile per eseguire il colpo è breve; l’accelerazione viene, quindi, accentuata dal momento dell’impatto con la pallina fino alla fine del movimento, ciò comporta però una produzione di energia minore rispetto al gesto dell’atleta normodotato.

### Servizio
La carrozzina rappresenta un ostacolo importante per la realizzazione di questo colpo, infatti la scampanatura delle ruote impedisce alla racchetta di scendere verso il basso, pertanto la prima parte del movimento si sviluppa più lateralmente, verso l’esterno; il resto del movimento è come quello dei tennisti normodotati. 
Il livello di lesione degli atleti influisce in modo importante sulla dinamica del movimento. Nel servizio la fase di caricamento avviene anche per mezzo della torsione del busto, quindi, in caso di muscolatura addominale e dorsale compromessa, la velocità della pallina sarà inferiore.

### Diritto
Nel servizio solitamente i giocatori di categoria “Open” utilizzano un’impugnatura di tipo continental, come i normodotati, traendone grandi vantaggi in termini di effetti da poter conferire alla pallina. I giocatori di categoria “Quad” invece, utilizzando la stessa impugnatura per tutti i colpi (western di diritto), sono soggetti a notevoli difficoltà nell’esecuzione del colpo e sono costretti a rinunciare alla possibilità di variare l’effetto del servizio, pertanto utilizzano spesso il servizio piatto.
Il diritto dei tennisti in carrozzina è un colpo tecnicamente molto simile a quello svolto dai normodotati. L’azione di torsione del tronco e delle spalle che viene effettuata nella fase di preparazione del diritto è limitata, pertanto i giocatori riusciranno ad accumulare energia in quantità minore.
L’impugnatura estrema (western di diritto o full western di diritto) porta a colpi carichi di topspin, che hanno come conseguenza notevole potenza ed angolazioni.

### Rovescio
Anche nel rovescio, l’energia prodotta dal giocatore in carrozzina, come nel diritto, è limitata rispetto ad un tennista normodotato a causa dell’azione limitata del tronco e delle spalle in fase preparatoria. 
Coloro che giocano a tennis in carrozzina sono impossibilitati a giocare il rovescio bimane poiché la mano ed il braccio senza racchetta sono impegnati nella spinta della carrozzina. I giocatori in carrozzina sono soliti sfruttare tre soluzioni differenti per colpire la pallina di rovescio, in base alla situazione di gioco ed alla loro preferenza:
1. Rovescio in backspin, molto utilizzato perché il movimento di apertura necessario è molto breve.
2. Rovescio in topspin con la stessa impugnatura del diritto, effettuato quindi eseguendo una torsione del braccio e colpendo la pallina con la “faccia” del piatto-   corde della racchetta analoga al diritto. Soluzione del tutto inutilizzata nel tennis tradizionale.
3. Rovescio in topspin, colpendo la pallina con la “faccia” del piatto-corde opposta rispetto a come viene posizionata nel diritto. Questo colpo necessita di un’impugnatura eastern di rovescio ed il cambio di impugnatura senza l’ausilio della mano non dominante (impegnata a muovere la carrozzina) è una soluzione piuttosto complicata.

## Tattica
A differenza del tennis per normodotati, nel tennis in carrozzina il servizio ha un impatto poco positivo per la conquista del punto; questa caratteristica del gioco è causata dalla poco elevata velocità del colpo e dalle difficoltà nella ricerca degli effetti e delle angolazioni.
Al contrario, i tennisti in carrozzina hanno più successo rispetto ai normodotati nelle performance che riguardano la risposta al servizio.
Nel tennis in carrozzina, a differenza del tennis convenzionale, il regolamento permette ai giocatori di colpire la pallina anche dopo il secondo rimbalzo sul campo di gioco. 
Rispetto ad alcuni anni fa, quando il gioco era caratterizzato da lunghi palleggi e l’opportunità di colpire dopo il secondo rimbalzo veniva sfruttata spesso, il gioco si è evoluto e continua a farlo, con il tentativo di eseguire i fondamentali dopo il primo rimbalzo sempre più frequente, grazie alla ricerca ed all’anticipazione dei colpi, tanto che ormai solo il 25% dei colpi da fondo campo viene effettuato dopo due rimbalzi.
Nonostante il gioco moderno contempli una maggiore ricerca della rete e più soluzioni offensive, i colpi al volo (volèe di diritto, volèe di rovescio e smash) non sono molto utilizzati nel tennis in carrozzina.
La difficoltà nel compiere un colpo al volo è data dal fatto che essere seduti sulla sedia a rotelle comporta un tempo maggiore per arrivare nei pressi della rete ed una limitazione del raggio d’azione in altezza ed anche lateralmente, rendendosi vulnerabili ai pallonetti ed ai passanti.